# Odiló
|  | Per a altres significats, vegeu «Odiló de Baviera». |

Odiló (? - ?) fou el segon comte de Girona (que llavors incloïa els pagi de Besalú i Empúries) d'una data posterior al 801 a una d'anterior al 817. Va ser nomenat per Lluís I el Pietós, llavors rei d'Aquitània, en nom de l'Emperador Carlemany. Va succeir al comte Rostany.
No se sap gairebé res d'aquest comte. Ni tan sols les dates d'inici i fi del seu govern es coneixen amb precisió. En qualsevol cas, va ser a partir de l'any 801, potser en una data pròxima al 811, ja que se'n fa esment per primer cop el 2 d'abril del 812. El seu origen també és dubtós però és probable que fos un got, ja que la majoria dels primers comtes de la regió ho eren.
L'any 812, diversos comtes de Septimània i Gòtia, entre ells el comte de Girona i Besalú (probablement Odiló), van viatjar fins a la cort de Carlemany a Aquisgrà per assistir a un judici referent a una acusació d'imposició de tributs excessius sobre la terra que un grup de terratinents hispans feia contra ells. Carlemany va donar la raó als acusadors.
Cap al 813, el pagus d'Empúries es va separar del comtat de Girona i va obtenir un comte privatiu de nom Ermenguer.
El fet més destacat que pot suposar-se en el govern d'Odiló és la participació en les lluites del 815 quan els musulmans, acabada la treva de tres anys pactada el 812, atacaren Barcelona.
El seu govern va acabar en una data no determinada entre el 812 i el 817. Després d'Odiló, el títol de comte de Girona (amb Besalú) va passar a Berà, comte de Barcelona. Un suposat comte Ragonfred, que apareix documentat el 817, era quasi amb tota certesa, un funcionari imperial i no el comte de Girona o de Besalú.